# Mizuki Itagaki
Mizuki Itagaki (板垣瑞生 Itagaki Mizuki?), född 25 oktober 2000 i Tokyo, död i april 2025, var en japansk skådespelare, sångare och tidigare medlem i pojkbandet M!lk. Han tiilhörde Stardust promotion från 2014 till 2024.
Den 17 april 2025 meddelades att Mizuki dog i en olycka.